# WD 0800-533
WD 0800-533 (BPM 18764 / L 242-83) es una enana blanca de magnitud aparente +15,76. Situada en la constelación de Carina, se localiza a 55 minutos de arco de χ Carinae.
Tiene una masa equivalente al 55% de la masa solar, por lo que su progenitora debió de ser una estrella menos masiva que el Sol. Su temperatura se estima en 20.010 ± 500 K. 
Se encuentra a 360 años luz de distancia del sistema solar.
Se ha sugerido que WD 0800-533 puede ser un sistema binario.
Un exceso en la radiación infrarroja emitida puede ser debida a la presencia de una compañera estelar fría. Comparando el espectro combinado de una enana blanca y una enana roja se ha estimado que la acompañante puede ser de tipo M3-4V.
Asimismo, se ha sugerido que el sistema puede constituir una binaria cataclísmica, pudiendo ser una antigua nova. A partir de las observaciones realizadas dentro del proyecto 2MASS, se piensa que la posible compañera es una enana de tipo K3-5 o M2-3.